# 翰林镇
翰林镇，是中华人民共和国海南省定安县下辖的一个乡镇级行政单位。

## 行政区划
翰林镇下辖以下地区：
翰林村、沐塘村、良星村、火星村、章塘村、深水村和定安县东方红农场。